# Kristaps Lībietis
Kristaps Lībietis (* 28. Mai 1982 in Alūksne) ist ein lettischer Biathlet.
Kristaps Lībietis ist verheiratet und hat ein Kind. Er startet für den Verein Juniors Aluksne aus seinem Heimatort. Trainiert wird er von Intars Berkulis. Lībietis betreibt seit 1993 Biathlon und gehört seit 2003 zum lettischen Nationalkader. Seine ersten großen Rennen lief der Lette im Jahr 2000 im Rahmen der Junioren-Weltmeisterschaft im Sommerbiathlon, die in Chanty-Mansijsk veranstaltet wurde. Er gewann Silber mit der Staffel, Bronze in der Verfolgung und wurde Fünfter im Sprint. Es folgten Teilnahmen an der Junioren-Europameisterschaft 2001 in Haute-Maurienne, an der Junioren-Weltmeisterschaft im selben Jahr in Chanty-Mansijsk (fünfter Rang mit der Staffel) und der Junioren-WM 2002 in Ridnaun, jeweils ohne größere Erfolge. Besser lief es bei der Junioren-EM 2002 in Kontiolahti, wo er mit der Staffel die Bronzemedaille gewann. Die Junioren-WM 2003 in Kościelisko und die Junioren-EM des Jahres in Forni Avoltri brachten erneut keinen nennenswerten Ergebnisse. Besser lief es bei der Junioren-WM im Sommer-Biathlon, die 2003 ebenfalls in Forni Avoltri ausgetragen wurde. Lībietis wurde Fünfter in der Verfolgung, Vierter im Massenstart und gewann Gold mit der Staffel.
2004 nahm der Sportler in Minsk erstmals an einem Großereignis auf Seniorenebene teil. Bei der EM wurde ein sechster Staffelrang bestes Ergebnis. Bei der WM im Sommer-Biathlon im selben Jahr in Osrblie erreichte Lībietis als bestes Ergebnis einen sechsten Platz im Massenstart. Die Europameisterschaften 2006 in Langdorf und 2007 in Bansko brachten ebenso wenig nennenswerte Erfolge wie die Biathlon-Weltmeisterschaften 2004 in Oberhof (72. im Einzel), 2005 in Hochfilzen oder 2007 in Antholz (71. im Einzel). Bei den Olympischen Spielen 2006 von Turin startete Lībietis auf drei Strecken und schaffte einige seiner besten Resultate in internationalen Rennen. Er wurde 68. im Einzel und erreichte in Sprint und Verfolgung 54. Plätze. Bei den Weltmeisterschaften im Sommer-Biathlon 2007 in Otepää war ein neunter Rang im Einzel sein bestes Ergebnis, mit der Staffel wurde er Fünfter.
Lībietis gab in der Saison 2000/01 im Rahmen eines Staffelrennens (15.) in Ruhpolding sein Debüt im Biathlon-Weltcup. Sein zweites Rennen bestritt er ein Jahr später an selber Stelle erneut in der Staffel (16.). Ab der Saison 2001/02 trat er zunächst im Junioren-Weltcup an und gewann hier in Obertilliach sein einziges internationales Rennen. Ab der Saison 2003/04 startete Lībietis meist im Biathlon-Europacup und kam mit der Zeit immer häufiger auch im Weltcup zum Einsatz. Mit der Staffel erreichte der Lette im Dezember 2007 als Neuntplatzierter erstmals ein Top-Ten-Ergebnis. In einem Einzelrennen konnte er zum Auftakt der Saison 2008/09 in Östersund als 37. in einem Einzel erstmals Weltcuppunkte sammeln. Es ist zugleich seine bislang beste Platzierung. Kristaps Lībietis nahm an den Olympischen Winterspielen 2010 teil. Sein bestes Resultat war der 64. Platz im Sprint. Mit der Staffel belegte er Rang 19.

## Biathlon-Weltcup-Platzierungen
Die Tabelle zeigt alle Platzierungen (je nach Austragungsjahr einschließlich Olympische Spiele und Weltmeisterschaften).
- 1.–3. Platz: Anzahl der Podiumsplatzierungen
- Top 10: Anzahl der Platzierungen unter den ersten zehn (einschließlich Podium)
- Punkteränge: Anzahl der Platzierungen innerhalb der Punkteränge (einschließlich Podium und Top 10)
- Starts: Anzahl gelaufener Rennen in der jeweiligen Disziplin

| Platzierung                      | Einzel | Sprint | Verfolgung | Massenstart | Staffel | Gesamt |
| -------------------------------- | ------ | ------ | ---------- | ----------- | ------- | ------ |
| 1. Platz                         |        |        |            |             |         |        |
| 2. Platz                         |        |        |            |             |         |        |
| 3. Platz                         |        |        |            |             |         |        |
| Top 10                           |        |        |            |             | 2       | 2      |
| Punkteränge                      | 1      |        |            |             | 22      | 23     |
| Starts                           | 16     | 32     | 1          |             | 22      | 71     |
| Stand: nach der Saison 2009/2010 |        |        |            |             |         |        |